# Fermín Cacho
Fermín Cacho Ruiz (Ágreda, província de Sória, 16 de fevereiro de 1969) é um antigo atleta espanhol, vencedor dos 1500 metros nos Jogos Olímpicos de Barcelona, em 1992.
No dia 13 de agosto de 1997, no meeting de Zurique, fez o tempo de 3:28.95 m, marca que já foi recorde europeu até ser batida pelo britânico Mo FArah em 2013 com 3:28,81.IAAF - Lista das melhores marcas de todos os tempos em 1500 metros, página visitada em 21-11-2010.</ref>.

## Melhores marcas pessoais

### Outdoor
| Prova       | Data                  | Local             | Marca      | Notas              |
| ----------- | --------------------- | ----------------- | ---------- | ------------------ |
| 800 metros  | 8 de setembro de 1991 | Albacete, Espanha | 1.45,37 m  |                    |
| 1000 metros | 6 de setembro de 1993 | Andújar, Espanha  | 2.16,13 m  | Recorde de Espanha |
| 1500 metros | 13 de agosto de 1997  | Zurique, Suíça    | 3.28,95 m  | Recorde da Europa  |
| Milha       | 5 de julho de 1996    | Oslo, Noruega     | 3.49,56 m  |                    |
| 2000 metros | 21 de maio de 1997    | Granada, Espanha  | 5.02,68 m  |                    |
| 3000 metros | 28 de maio de 1999    | Sevilha, Espanha  | 7.37,02 m  |                    |
| 5000 metros | 8 de junho de 2002    | Sevilha, Espanha  | 13.46,65 m |                    |

### Indoor
| Prova       | Data                    | Local               | Marca     | Notas              |
| ----------- | ----------------------- | ------------------- | --------- | ------------------ |
| 800 metros  | 4 de março de 1993      | Sevilha, Espanha    | 1.46,79 m |                    |
| 1000 metros | 14 de fevereiro de 1992 | Madrid, Espanha     | 2.20,18 m | Recorde de Espanha |
| 1500 metros | 28 de fevereiro de 1991 | Sevilha, Espanha    | 3.35,29 m |                    |
| 3000 metros | 4 de fevereiro de 1996  | Estugarda, Alemanha | 7.36,61 m |                    |